# Ящерица (созвездие)
Ящерица (лат. Lacerta) — созвездие северного полушария неба. Расположено между Лебедем и Андромедой. Ярких звёзд не имеет, несмотря на то, что его северная половина лежит в Млечном Пути. Наиболее яркая звезда 3,8 визуальной звёздной величины. Занимает на небе площадь в 200,7 квадратного градуса.
Самые яркие звезды созвездия образуют форму буквы W, похожую на форму созвездия Кассиопеи, поэтому его иногда называют «Маленькая Кассиопея».

## История
Новое созвездие. Введено Яном Гевелием в 1690 году в небесном атласе «Уранография». Гевелий поместил его между существующими созвездиями, сказав: «В этом месте на небе столь тесно, что ничего более крупного там не могло поместиться». По-видимому, он имел в виду конкретный вид ящериц семейства агамовых — стеллиона, или звёздчатую ящерицу, поскольку на гравюре в его атласе указано двойное название созвездия: Lacerta sive Stellio («Ящерица, или Стеллион»). Таким образом, название имеет «астрономический» оттенок. Немного ранее в этой же области, лишённой ярких звёзд, Августин Ройе предложил выделить другое созвездие — Скипетр и Рука Правосудия, посвятив его Людовику XIV; однако это название не прижилось, как и другие «верноподданнические» названия вроде Славы Фридриха II.
Интересно, что часть нынешней конфигурации этого созвездия, включая α Lac и β Lac, Гевелий отнёс к Цефею. Включил эту часть в Ящерицу несколько позже Дж. Флемстид, а байеровские обозначения этим двум звёздам присвоил только в XIX веке Фрэнсис Бейли.
В традиционной китайской астрономии бо́льшая часть этой области неба была частью созвездия Тэнше («Летучий змей») лунной стоянки Ши знака Чёрной Черепахи.
В 1910 году в этом созвездии вспыхнула новая DI Ящерицы, достигшая в максимуме блеска +4,6m. В 1936 году появилась ещё одна, более яркая новая CP Ящерицы, достигшая +2,1m (примерная яркость звёзд ковша Большой Медведицы), но уже к 1970-м годам она потускнела до +15,3m и стала доступна только для наблюдения в сильные телескопы.

## Условия наблюдения

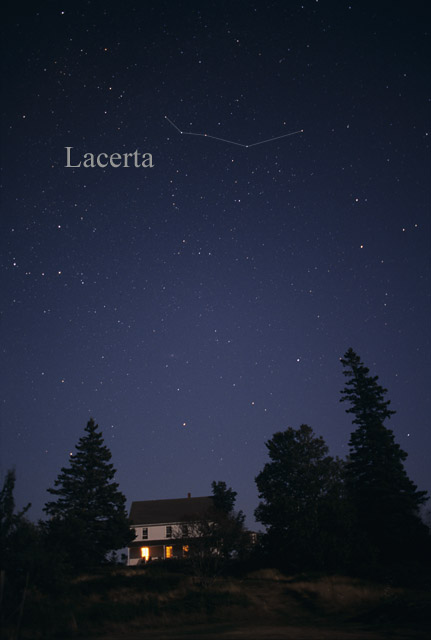
Созвездие Ящерица невооружённым глазом

Ящерица — околополярное созвездие. Наилучшие условия для наблюдений в августе — сентябре, видно на всей территории России (и вообще Северного полушария), севернее широты Москвы является незаходящим. По разным оценкам, содержит от 35 до 64 звёзд, видимых невооружённым глазом; разброс объясняется обилием относительно слабых звёзд с блеском от +6,0m до +6,5m, которые видны только при очень хорошем зрении или на очень тёмном небе. Объектов Мессье в Ящерице нет, но имеется ряд рассеянных скоплений, планетарных туманностей и галактик, входящих в каталоги NGC и IC, а также двойных и переменных звёзд. Шаровые скопления отсутствуют. В первой половине июля на небе наблюдается метеорный поток альфа-Лацертиды, открытый в 2000-х годах и имеющий радиант в этом созвездии.

## Примечательные объекты

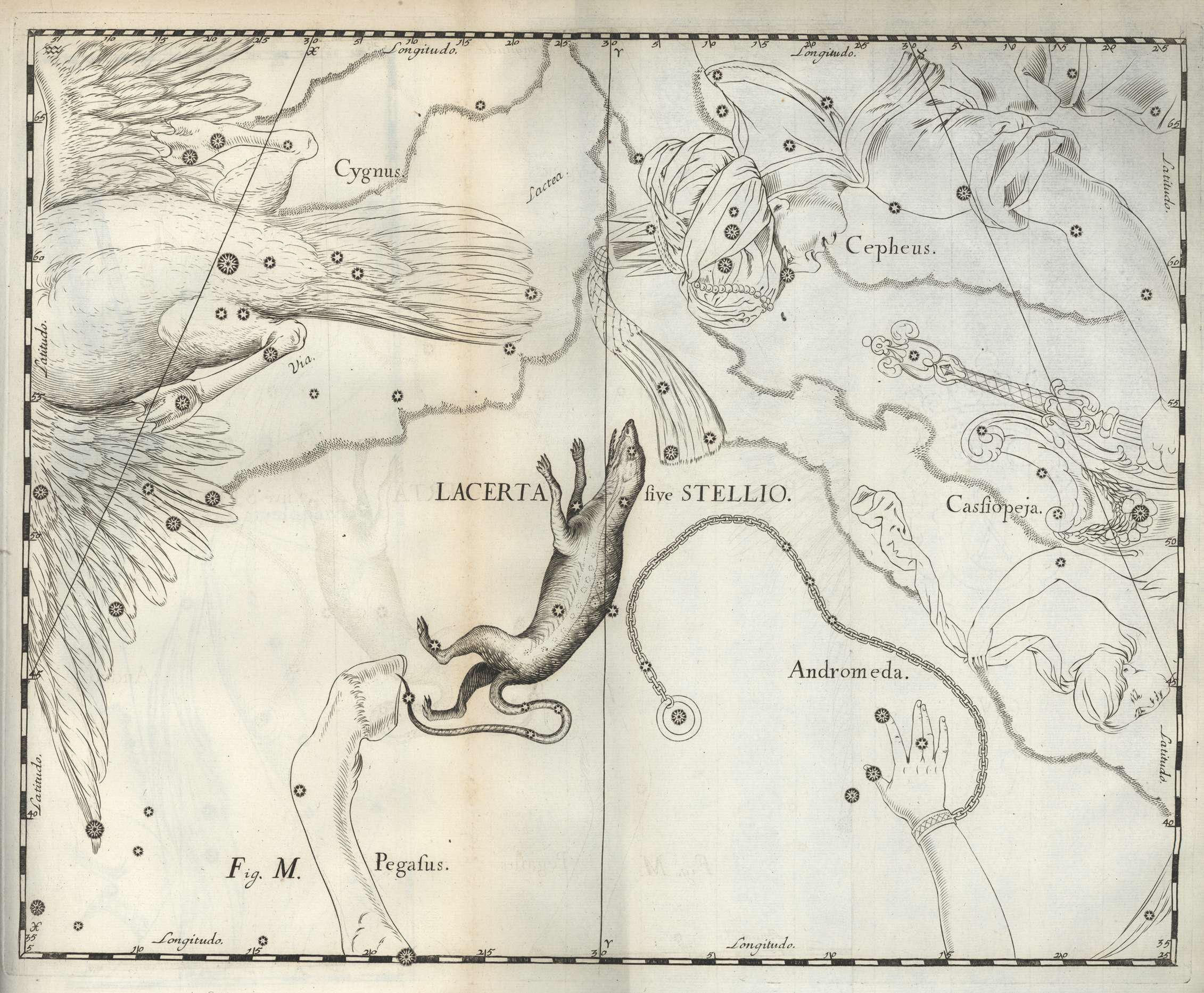
Созвездие Ящерица в атласе Гевелия

- α Lac — ярчайшая звезда созвездия (3,77m), спектральный класс A1V. Видна невооружённым глазом даже на городском небе.
- EV Lac — вспыхивающая звезда, давшая в 2008 году рекордно яркую вспышку.
- AR Lac — затменно-переменная звезда типа RS Гончих Псов с диапазоном блеска от +6,2m до +7,0m[10], источник рентгеновского и радиоизлучения[11].
- S Lac — мирида, меняющая свой блеск от +8,2…7,6m до +13,9…13,1m (то есть примерно в 100…300 раз) с периодом 241 день[12][13].
- ADS 16402 — система из двух относительно удалённых друг от друга солнцеподобных звёзд, в которой обнаружена экзопланета HAT-P-1 b[14].
- NGC 7243[15] — рассеянное скопление яркостью +6,4m (№ 16 в каталоге Колдуэлла).
- NGC 7209, NGC 7245, NGC 7296, IC 1434 — сравнительно тусклые рассеянные скопления, всё же доступные для наблюдения в любительские телескопы.
- BL Lac — прототип класса лацертид, активное галактическое ядро (блазар), являющееся мощным переменным источником излучения в широком спектре. Первое время после открытия в 1929 году объект считался переменной звездой[3].
- NGC 7250 — спиральная галактика, в которой в 2013 году вспыхнула сверхновая типа Ia.
- IC 5217 (+11,3m)[16], Abell 79 — тусклые планетарные туманности.